# Kamplikop, Hubli
Kamplikop là một làng thuộc tehsil Hubli, huyện Dharwad, bang Karnataka, Ấn Độ.